# Čehići
Čehići is een plaats in de gemeente Sveti Lovreč in de Kroatische provincie Istrië. De plaats telt 5 inwoners (2001).